# Scopula glaucescens
Scopula glaucescens är en fjärilsart som beskrevs av Claude Herbulot 1978. Scopula glaucescens ingår i släktet Scopula och familjen mätare. Inga underarter finns listade.